# Международен майстор
Международен майстор (ММ) е шахматно звание, което е утвърдено от световната шахматна организация – ФИДЕ. Учредява се през 1950 г. и става част от трите основни шахматни звания. То е по-високо от майстор (М) и по-ниско от гросмайстор (ГМ).
Званието се връчва при изпълнени определени условия. Обикновено, шахматистът трябва да има ЕЛО-коефициент между 2400 и 2500, но придобит при участия в международни турнири, за да бъде награден със званието.
Участията в Световните първенства по шахмат за юноши и девойки, също позволяват при определени условия, шахматистът да придобие званието „международен майстор“. Той или тя трябва да няма придобито такова звание до момента и да завърши на втора или трета позиция в турнира.
Международен майстор се връчва също от Международната федерация по кореспондентен шах (ICCF), за композиране или решаване на шахматни проблеми.
Световната федерация по шахмат също учреди отделно звание за жените, наречено международен майстор при жените. То е по-ниско от знанието международен майстор.
Званието „международен майстор“ може да бъде връчвано на мъже и на жени.